# Earl Van Dorn
Earl Van Dorn (Contea di Claiborne, 17 settembre 1820 – Spring Hill, 7 maggio 1863) è stato un generale statunitense che con lo United States Army combatté la guerra messico-statunitense e contro numerose tribù di nativi americani. Prestò servizio anche come generale confederato nella guerra di secessione statunitense e divenne famoso per le sconfitte di Pea Ridge e di Corinth nel 1862, e per l'uccisione di un civile nella primavera del 1863.
Noto per essere basso, impulsivo e molto emotivo, Van Dorn era anche un pittore e poeta conosciuto, ed era rispettato per la sua capacità di cavalcare. Era anche un famoso amante. Quest'ultima cosa portò alla sua morte nel 1863, quando divennero note le sue doti di donnaiolo. Un giornalista del tempo lo definì "il terrore del mariti brutti" poco dopo l'omicidio di Van Dorn.
La sua casa natale, Van Dorn House a Port Gibson in Mississippi, è stata inserita nel National Register of Historic Places.

## Gioventù e carriera
Van Dorn nacque nei pressi di Port Gibson nella contea di Claiborne (Mississippi) da Sophia Donelson Caffery, nipote di Andrew Jackson, e Peter Aaron Van Dorn, giudice ed avvocato. Aveva sei fratelli e due sorelle, Emily Van Dorn Miller e Octavia Van Dorn (Ross) Sulivane. La sorella Octavia ebbe un figlio, Clement Sulivane, che divenne capitano delle forze confederate e fece parte dello staff di Earl. In seguito divenne tenente colonnello. Nel dicembre 1843 Earl sposò Caroline Godbold dalla quale ebbe un figlio di nome Earl Van Dorn Junior ed una figlia, Olivia.
Nel 1838 Van Dorn frequentò la United States Military Academy di West Point terminando gli studi quattro anni dopo, classificandosi 52º su 56 cadetti. Il suo famoso legame con Andrew Jackson gli permise di ottenere facilmente un buon incarico. Ottenne il brevetto di sottotenente del 7º reggimento di fanteria il 1º luglio 1842 e iniziò a prestare servizio negli Stati Uniti d'America meridionali.
Van Dorn ed il 7° fecero parte della guarnigione di Fort Pike, in Louisiana, dal 1842 al 1843, per poi essere trasferiti brevemente a Fort Morgan, in Alabama, nel 1843. Prestò servizio a Mount Vernon Arsenal in Alabama dal 1843 al 1844, per poi passare al porto di Pensacola in Florida dal 1844 al 1845, periodo in cui Van Dorn fu promosso tenente il 30 novembre 1844.

### Guerra con il Messico
Van Dorn faceva ancora parte del 7º fanteria quando il Texas fu occupato dallo United States Army dal 1845 al 1846, e passò le prime fasi della guerra messico-statunitense difendendo Fort Texas (Fort Brown) a Brownsville, la città più meridionale del Texas.
Van Dorn combatté la battaglia di Monterrey del 21–23 settembre 1846 e l'assedio di Veracruz del 9–29 marzo 1847. Fu poi trasferito al comando del generale Winfield Scott all'inizio del 1847 e fu promosso tenente il 3 marzo. Van Dorn combatté valorosamente i successivi scontri con il Messico, guadagnandosi due promozioni. Fu nominato capitano il 18 aprile per quanto fatto nella battaglia di Cerro Gordo e maggiore il 20 agosto dopo Città del Messico, Contreras, Churubusco e Belén Gate. Van Dorn fu ferito ad un piede nei pressi di Città del Messico il 3 settembre, e di nuovo nell'assalto di Belén Gate il 13 settembre.
Dopo la guerra con il Messico Van Dorn divenne aiutante di campo del maggior generale P. F. Smith dal 3 aprile 1847 al 20 maggio 1848. Assieme al 7° difese Baton Rouge (Louisiana) dal 1848 al 1849, e Jefferson Barracks a Lemay (Missouri) nel 1849. Partecipò agli scontri in Florida contro i Seminole dal 1849 al 1850, e fu addetto al reclutamento nel 1850 e nel 1851.
Dal 1852 al 1855 Van Dorn fu nel Pascagoula Branch Military Asylum in Mississippi, facendo prima da segretario e poi da tesoriere. Passò il resto del 1855 a New Orleans ancora addetto al reclutamento, per poi tornare nella guarnigione di Jefferson Barracks. Fu promosso capitano del 5º cavalleria il 3 marzo 1855. Van Dorn e il 2° svolsero compiti di confine a Fort Belknap e a Camp Cooper, in Texas, nel 1855 e 1856, effettuando ricognizioni in Texas settentrionale nel 1856 e combattendo una schermaglia minore con i Comanche il 1º luglio 1856. Fu poi assegnato a Camp Colorado, in Texas, dal 1856 al 1857, fece di nuovo il ricognitore nel 1857 e tornò a Camp Colorado nel 1857 e 1858, per poi trasferirsi a Fort Chadbourne nella contea di Coke nel 1858.
Van Dorn combatté di nuovo Seminole e Comanche nel territorio indiano. Fu ferito quattro volte in questo periodo, tra l'altro subendo ferite gravi quando era al comando di una spedizione contro i Comanche a causa di due frecce (una nel braccio sinistro e l'altra al fianco destro che gli danneggiò stomaco e polmone) nella battaglia di Wichita Village del 1º ottobre 1858. Convinto di dover morire, Van Dorn fu ricoverato per cinque settimane. Van Dorn guidò sei compagnie di cavalleria ed una di ricognitori della riserva Brazos in una campagna primaverile contro i Comanche nel 1859. Trovò l'accampamento di Gobba di Bisonte in Kansas in una valle che erroneamente identificò come Nescutunga (o Nessentunga), e lo sconfisse il 13 maggio 1859 uccidendo 49 persone, ferendone 5 e catturando 32 donne. Operò a Fort Mason, in Texas, nel 1859 e nel 1860. Mentre si trovava a Fort Mason Van Dorn fu promosso maggiore il 28 giugno 1860. Si congedò dallo U.S. Army per il resto del 1860 e per il 1861.

## Guerra di secessione

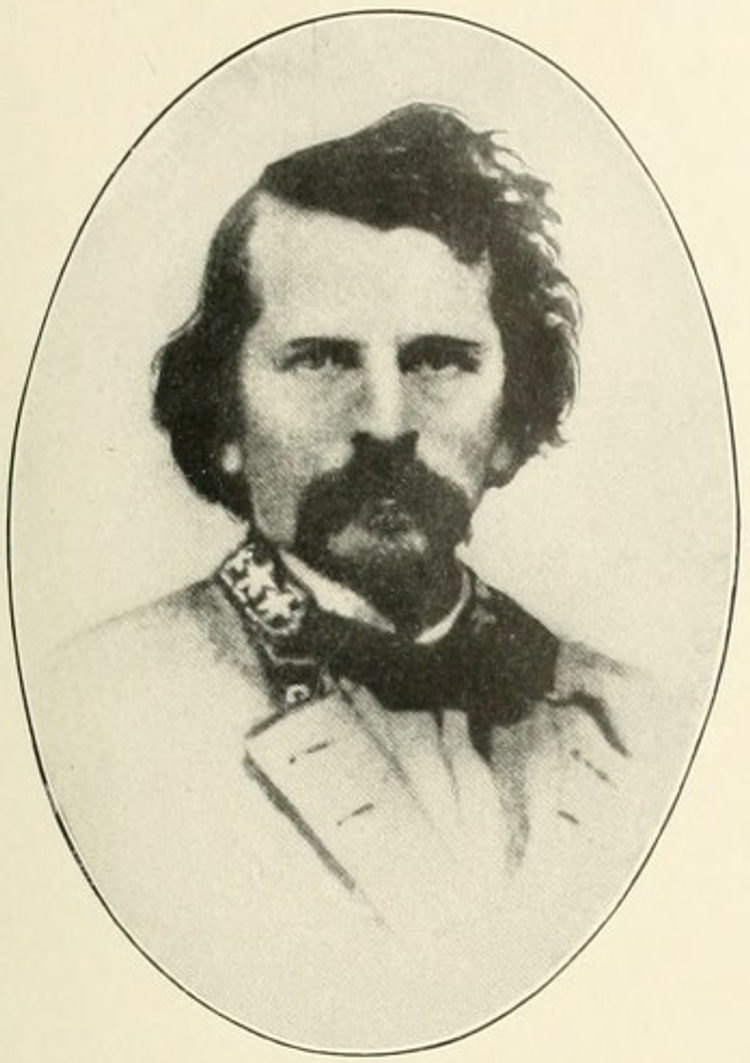
Il generale confederato Earl Van Dorn

Van Dorn scelse di unirsi al suo Stato natale e alla causa Confederata, per cui si congedò dallo United States Army il 31 gennaio 1861. Fu nominato generale di brigata della milizia del Mississippi il 23 gennaio e prese il posto di Jefferson Davis come maggior generale e comandante delle forze del Mississippi a febbraio, quando Davis divenne presidente della Confederazione.
Dopo aver abbandonato la milizia del Mississippi il 16 marzo 1861, Van Dorn entrò nell'esercito regolare Confederato come colonnello di fanteria lo stesso giorno. Fu incaricato di assoldare e guidare una brigata di volontari nel neonato dipartimento Confederato del Texas. L'11 aprile fu assegnato al comando delle forze Confederate del Texas, e gli fu ordinato di arrestare e trattenere le truppe dell'Unione che non accettavano di unirsi alla Confederazione.
Lasciata New Orleans il 14 aprile e giunto a Galveston (Texas) catturò tre navi dell'Unione nel porto cittadino il 17 aprile, per poi dirigersi verso gli ultimi soldati dell'Unione in Texas a Indianola obbligandoli ad arrendersi il 23 aprile. Mentre si trovava ad Indianola Van Dorn tentò di reclutare i soldati nordisti catturati, ma con scarso successo.
Van Dorn fu convocato a Richmond (Virginia), nominato colonnello del 1º cavalleria il 25 aprile e messo a capo di tutta la cavalleria della Virginia, prima di venire promosso a generale di brigata il 5 giugno. Dopo essere diventato maggior generale il 19 settembre 1861, Van Dorn, cinque giorni dopo, fu messo al comando della divisione dell'Armata del Potomac, la 1ª divisione, fino al 10 gennaio 1862. In questo periodo il presidente Confederato Davis aveva bisogno di un comandante per il distretto Trans-Mississippi, dato che i due generali presenti erano gli acerrimi nemici Sterling Price e Benjamin McCulloch, per cui serviva qualcuno che li potesse gestire. Sia Henry Heth sia Braxton Bragg avevano rifiutato l'incarico, per cui Davis scelse Van Dorn. Partì verso ovest il 19 gennaio per unire i propri comandi e stabilire il quartier generale a Pocahontas (Arkansas). Assunse il comando del distretto il 29 gennaio 1862.

### Pea Ridge
A cavallo tra il 1861 ed il 1862 le forze federali in Missouri avevano appena cacciato i Confederati dallo Stato. Quando Van Dorn assunse il comando del dipartimento dovette reagire con circa i 17000 uomini ed i 60 cannoni dell'Armata dell'ovest agli eventi già accaduti. Van Dorn voleva attaccare e distruggere le forze dell'Unione, entrare in Missouri e conquistare Saint Louis, riguadagnando lo Stato alla Confederazione. Il 3 marzo incontrò le proprie forze nei pressi delle Boston Mountains e iniziò a muoversi verso nord il giorno dopo.

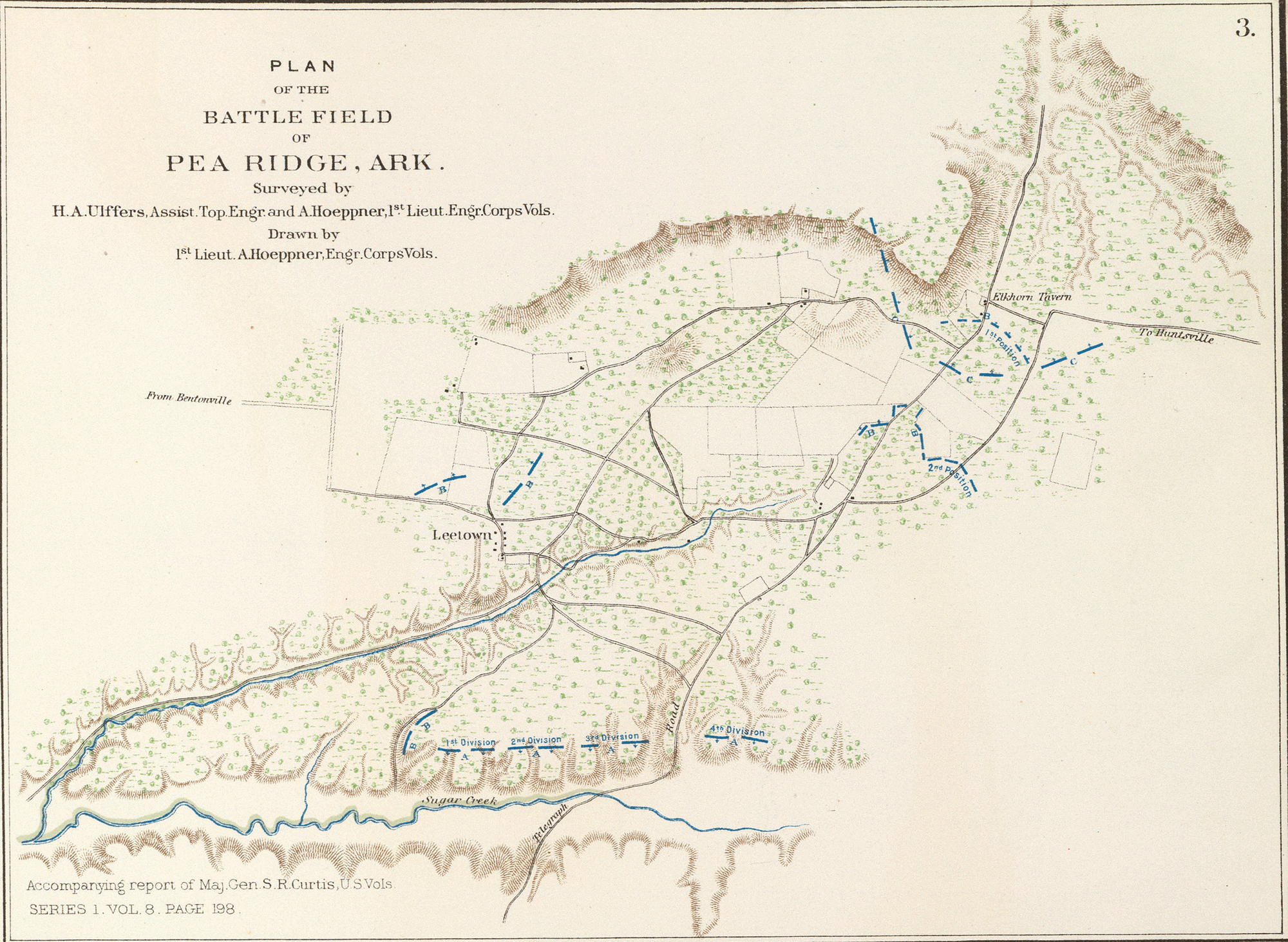
Piano di battaglia di Pea Ridge

Nella primavera del 1862 il generale dell'Unione Samuel Ryan Curtis entrò in Arkansas ed inseguì i Confederati con i propri 10500 uomini dell'Armata del sudovest. Curtis guidava quattro divisioni e 50 cannoni verso la contea di Benton (Arkansas) seguendo un torrente chiamato Sugar Creek. Lungo il suo corso sulla riva settentrionale trovò un'eccellente postazione difensiva ed iniziò a fortificarla, prevedendo un attacco da sud. Van Dorn scelse di non attaccare la fortezza di Curtis a testa bassa. Divise invece i suoi uomini in due gruppi, una divisione guidata da Price e l'altra da McCulloch, ed ordinò loro di marciare verso nord nella speranza di riunirsi alle spalle di Curtis. Van Dorn decise di lasciare indietro il convoglio dei rifornimenti per poter accelerare lo spostamento, decisione che si sarebbe dimostrata critica. Molti fattori ritardarono il ricongiungimento previsto, come la mancanza di attrezzatura adeguata (alcuni dissero addirittura la mancanza di scarpe) per una marcia forzata, alberi abbattuti lungo il tragitto, le condizioni di stanchezza e fame della truppa e l'arrivo ritardato degli uomini di McCulloch. Questi ritardi permisero al comandante dell'Unione di riposizionare parte del proprio esercito il 6 marzo e farsi trovare pronto per l'attacco alle spalle, ponendo gli uomini di Curtis tra le due ali Confederate. Inoltre, quando l'avanguardia di Van Dorn incappò accidentalmente in pattugliatori dell'Unione nei pressi di Elm Springs, i federali seppero del movimento nemico.
La battaglia di Pea Ridge sarebbe stata una delle poche della guerra di secessione americana in cui i Confederati erano superiori in numero rispetto ai nordisti. Poco prima di prendere il comando del distretto, Van Dorn aveva scritto alla moglie Caroline dicendo: "Ora sono in corsa, per farmi una reputazione e servire ben il mio paese o fallire. Non devo, non devo, fare quest'ultima cosa. Io devo avere Saint Louis!"
Dopo aver atteso l'arrivo di McCulloch, crebbe la frustrazione di Van Dorn che decise di agire con quello che aveva il 7 marzo. Verso le 9:00 del mattino ordinò a Price di attaccare la posizione dell'Unione nei pressi della taverna di Elkhorn e, nonostante Price fosse stato ferito, ebbe successo nel far retrocedere i nordisti al cadere della sera, tagliando le linee di comunicazione di Curtis. Nel frattempo McCulloch, seguito l'ordine di Van Dorn di seguire una rotta differente ed accelerare la marcia, aveva iniziato uno scontro con le difese di Curtis. All'inizio del combattimento McCulloch ed il generale di brigata James McQueen McIntosh furono uccisi lasciando gli uomini senza un comando. Quando Van Dorn seppe del problema con la propria ala destra rinnovò gli attacchi di Price dicendo "Allora dobbiamo spingere più duramente" ed i Confederati fecero arretrare ulteriormente Curtis. Quella notte fu fatto il ricongiungimento di Price con quello che restava degli uomini di McCulloch, e Van Dorn scelse la mossa successiva. Con rifornimenti e munizioni a circa 25 km di distanza e con l'Unione tra di loro, Van Dorn mantenne la posizione.
Il giorno dopo, l'8 marzo, Curtis ed i suoi uomini erano in una posizione più forte, a circa 1,5 km dal punto in cui si trovavano il giorno prima. Van Dorn aveva disposto difensivamente i propri uomini di fronte ai monti Pea Ridge, e quando ci fu abbastanza luce ordinò di fare fuoco con le ultime munizioni di artiglieria contro la postazione dell'Unione per capire cosa avrebbero fatto i federali. L'artiglieria dell'Unione rispose distruggendo buona parte dei cannoni di Van Dorn. Curtis contrattaccò e respinse i Confederati, quasi sempre senza contatto con la fanteria nemica. Van Dorn decise di ritirarsi verso sud, disperdendosi nel paese e prendendo dagli abitanti della regione quel poco che avevano. Alla fine l'Armata dell'ovest si riunì ai rifornimenti a sud delle Boston Mountains. Nel suo resoconto ufficiale Van Dorn descrive gli eventi di Pea Ridge:
(Reports of Van Dorn concerning Pea Ridge)
Vi furono sempre discussioni sul numero di caduti nello scontro. Le cifre fornite da molti storici militari sono di circa 1000 o 1200 soldati federali e circa 2000 Confederati. I ogni caso Van Dorn fornì numeri diversi nel proprio resoconto ufficiale. PArlò di circa 800 morti e tra i 1000 ed i 1200 feriti oltre a 300 prigionieri (circa 2300 in tutto) per l'Unione, e soli 800-1000 morti e feriti e 200-300 prigionieri (circa 1300 in tutto) per il proprio esercito.
La sconfitta Confederata di questa battaglia, assieme all'ordine di Van Dorn di attraversare il fiume Mississippi per aiutare l'Armata Confederata del Tennessee, permisero all'Unione di prendere il controllo completo del Missouri e minacciare il cuore dell'Arkansas, lasciato virtualmente senza difese. Nonostante la sconfitta di Pea Ridge, il Congresso Confederato decise di premiare il 21 aprile Van Dorn ed i suoi uomini "per il valore, le capacità e la buona condotta nella battaglia di Elkhorn negli stati dell'Arkansas". Nel suo resoconto del 18 marzo destinato a Judah Philip Benjamin, l'allora Segretario alla Guerra Confederato, Van Dorn si rifiutò di ammettere la sconfitta, dicendo "Non sono stato sconfitto, ma furono solo sventate le mie intenzioni. Sono ancora convinto del mio successo, e non smetterò di dare colpi finché me ne sarà offerta l'opportunità".

### Seconda battaglia di Corinth

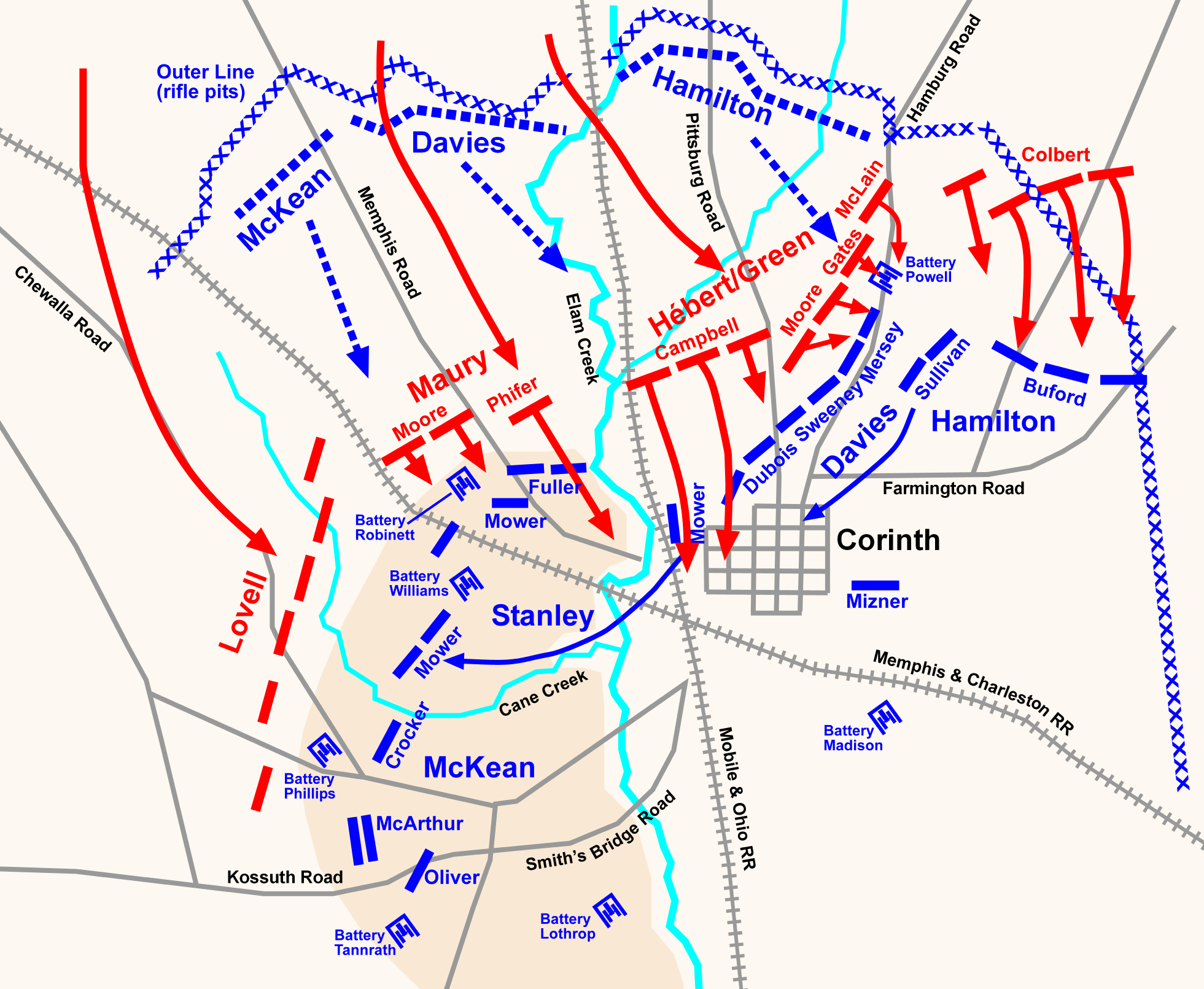
Seconda battaglia di Corinth, azioni del 3–4 ottobre 1862

Il comportamento di Van Dorn nella seconda battaglia di Corinth quello stesso autunno portò ad un'altra vittoria dello Union Army. Come a Pea Ridge, Van Dorn si comportò bene nelle prime fasi della battaglia l'1–2 ottobre 1862, unendosi agli uomini di Price e disponendo prudentemente le truppe che erano in egual numero con i federali, ovvero di circa 22000 soldati. Van Dorn non comprese le difese dell'Unione, e il suo attacco alla forte posizione difensiva del generale di brigata William Starke Rosecrans a Corinth (Mississippi), il 3 ottobre, fu sanguinosamente respinto.
Il 4–5 ottobre il suo comando fu "maltrattato" lungo il fiume Hatchie dai soldati unionisti dei generali Stephen Augustus Hurlbut e Edward Ord. La mancanza di un inseguimento aggressivo da parte di Rosecrans permise ai sopravvissuti di Van Dorn di fuggire. Le perdite totali della seconda battaglia di Corinth furono 2520 (355 morti, 1841 feriti, 324 dispersi) per l'Unione e 4233 (473 morti, 1997 feriti, 1763 prigionieri/dispersi) per i Confederati.
Dopo la battaglia Van Dorn ordinò una ritirata attraverso Oxford e Coffeeville prima di raggiungere Abbeville, con continui scontri con la cavalleria federale. Lungo la strada Van Dorn ed il suo gruppo furono quasi catturati a Water Valley il 4 dicembre. Due giorni dopo Van Dorn bloccò la ritirata a Grenada. Dopo la sconfitta di Corinth Van Dorn fu mandato di fronte ad una corte inquisitoria per rispondere del suo comportamento. Nonostante sia stato assolto dalle accuse, a Van Dorn non fu più assegnato il comando di un esercito e gli fu tolto il comando del distretto.

### Ritorno nella cavalleria
Van Dorn si era dimostrato efficace come comandante di cavalleria. Il suo comando in un attacco a Holly Springs (Mississippi) il 20 dicembre 1862 aveva disgregato piani per la prima campagna di Vicksburg di Ulysses Simpson Grant, con la cattura di 1500 soldati e la distruzione di almeno 1 500 000 di dollari in rifornimenti dell'Unione. Van Dorn ed i suoi uomini proseguirono lungo la Mobile and Ohio Railroad, combatterono senza successo a Davis's Mills, nei pressi di Middleburg (Tennessee), oltrepassarono Bolivar e fecero ritorno alla base di Grenada il 28 dicembre.

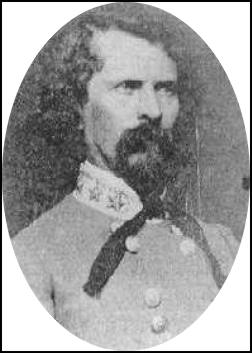
Earl Van Dorn in uniforme da generale Confederato

Il 13 gennaio 1863 Van Dorn fu nominato al comando del dipartimento del Mississippi e Est Louisiana, e gli fu ordinato dal generale Joseph Eggleston Johnston di unirsi all'Armata Confederata del Tennessee che stava operando in Tennessee Centrale. Van Dorn ed i suoi uomini partirono da Tupelo (Mississippi), attraversarono Florence (Alabama) e raggiunsero l'esercito il 20 febbraio a Columbia (Tennessee). Van Dorn organizzò il proprio quartier generale a Spring Hill ed assunse il comando di tutta la cavalleria presente sul posto. Gli fu ordinato dal comandante dell'armata Braxton Bragg di proteggere e controllare la sinistra dell'esercito, facendo da schermo contro la cavalleria nordista.
Van Dorn ebbe successo nella battaglia della stazione di Thompson del 5 marzo 1863. Qui una brigata nordista del colonnello John Coburn partì da Franklin per effettuare una ricognizione a sud. A circa 6 km da Spring Hill Coburn attaccò un gruppo Confederato composto da due reggimenti e fu respinto. Van Dorn inviò la fanteria del generale W. H. Jackson per un assalto frontale, mentre il generale Nathan Bedford Forrest avrebbe superato il fianco sinistro di Coburn raggiungendo le retrovie federali. Dopo tre cariche ebbero successo e Jackson occupò la postazione unionista mentre Forrest conquistò il convoglio di rifornimenti di Coburn, bloccando la strada per Columbia e l'unica via di fuga per l'Unione. Quasi a corto di munizioni e circondato, Coburn si arrese.
Il 16 marzo 1863 a Van Dorn fu assegnato il comando della cavalleria dell'Armata Confederata del Tennessee, con la quale combatté la sua ultima battaglia il 10 aprile a Franklin contro la cavalleria di Gordon Granger, perdendo 137 uomini e facendone perdere circa 100 a Granger. Questa piccolo scontro portò Van Dorn a rivedere i propri piani ed a fare ritorno a Spring Hill.

### Morte

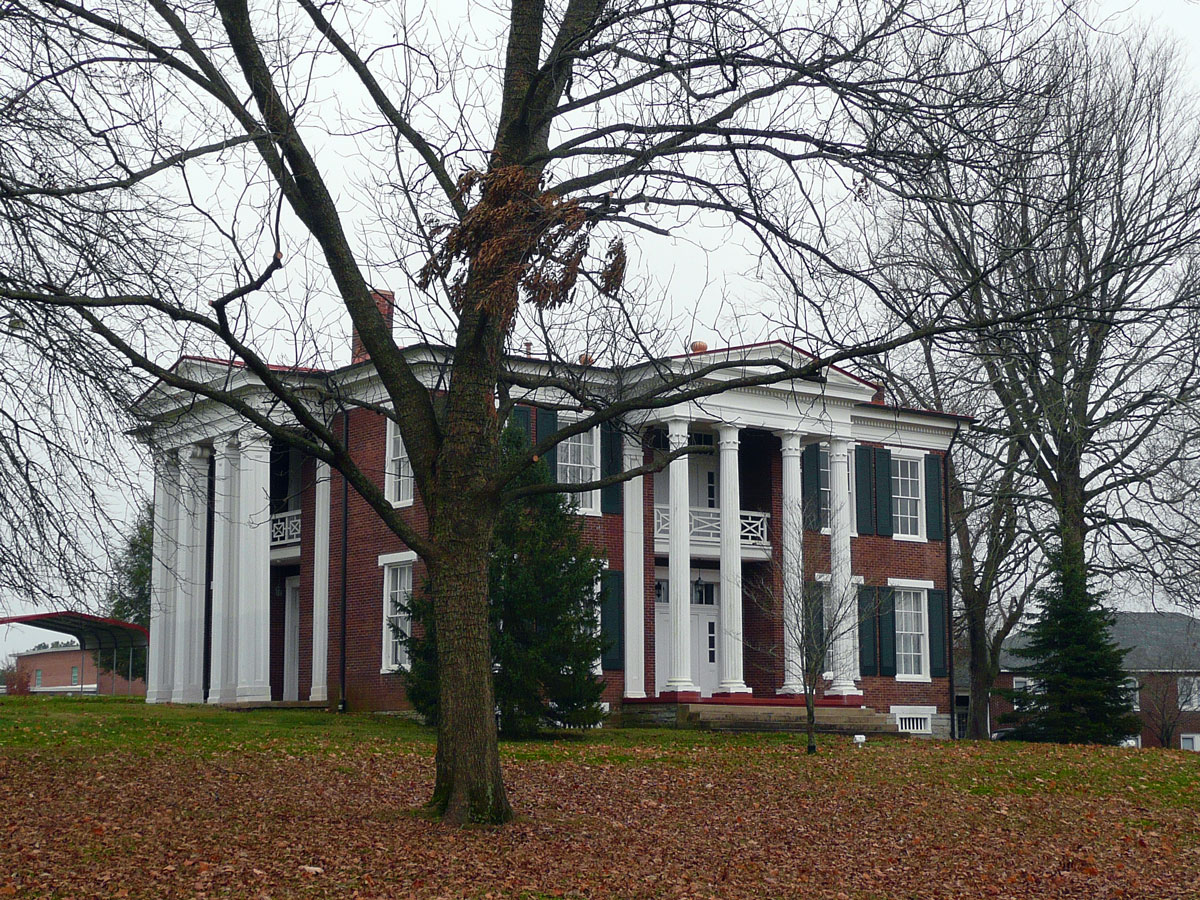
Casa di Martin Cheairs a Spring Hill, Tennessee, luogo dell'uccisione di Van Dorn

Fu la reputazione da donnaiolo di Van Dorn, e non un proiettile dell'Unione, a causarne la morte. A sparargli a maggio 1863 nel suo quartier generale a Spring Hill nella contea di Maury fu il dottor James Bodie Peters, secondo il quale Van Dorn avrebbe intrattenuto una relazione con sua moglie Jessie McKissack Peters. Solo nel suo ufficio della casa di Martin Cheairs (oggi nota come Ferguson Hall), Van Dorn stava scrivendo alla propria scrivania quando Peters entrò e gli sparò alla nuca uccidendolo istantaneamente. Peters fu in seguito arrestato dalle autorità Confederate ma mai processato per omicidio. In sua difesa il dottor Peters disse che Van Dorn aveva "violato la santità della propria casa".
Il generale Van Dorn è uno dei tre più importanti generali della guerra di secessione americana che morirono in modo violento ma per questioni private. Gli altri due furono il maggior generale dell'Unione William "Bull" Nelson, colpito da un proiettile in una faida con l'allora generale Jefferson Columbus Davis nel settembre 1862, ed il maggior generale Confederato John Austin Wharton, a cui spararono dopo una lite con il colonnello George Wythe Baylor nell'aprile 1865.
Il corpo di Van Dorn fu riportato in Mississippi e sepolto nel cimitero Wintergreen di Port Gibson. Anche il padre Peter era sepolto qui, e Earl Van Dorn fu posto nella stessa tomba.

## Considerazioni
Controverso per tutta la vita, Van Dorn fu militarmente un abile capo di gruppi medio-piccoli di soldati, in particolare di cavalleria, ma fu deludente con gli eserciti numerosi. Lo storico militare David L. Bongard lo descrive come "aggressivo, coraggioso ed energico ma carente della scintilla di genio necessaria per guidare con successo in combattimento". Lo storico militare Richard P. Weinert sintetizza così Van Dorn: "Un brillante ufficiale di cavalleria, fu deludente al comando di ampi eserciti".
Lo storico e biografo militare John C. Fredriksen lo definisce "un militare coraggioso e capace, ma che si dimostrò carente come qualità amministrativa". Fredriksen prosegue dicendo che Van Dorn era un comandante di cavalleria, e facendo notare che "ritornò nel suo elemento" e "dimostrò lampi di genio" in quel reparto. Fredriksen crede anche che i successi di Van Dorn a Holly Springs ed alla stazione di Thompson nella primavera del 1863 lo abbiano reso uno dei migliori comandanti di cavalleria della Confederazione, e fa notare che la sua morte costò al suo esercito "un utile capo in un momento critico della campagna di Vicksburg". Sempre secondo Fredriksen, Van Dorn era il maggior generale più anziano del Confederate States Army al momento della sua morte.